# Uvaria leopoldvillensis
Uvaria leopoldvillensis är en kirimojaväxtart som beskrevs av De Wild. Uvaria leopoldvillensis ingår i släktet Uvaria och familjen kirimojaväxter. Inga underarter finns listade i Catalogue of Life.